# Suren Agadżanow
Suren Iwanowicz Agadżanow, ros. Сурен Иванович Агаджанов (ur. 22 listopada?/5 grudnia 1905 w wiosce Azoch w rejonie gadruckim, zm. 16 grudnia 1952 w Moskwie) – Ormianin, radziecki generał major służby inżynieryjno-lotniczej (od 19 sierpnia 1944). 
W latach 20. był ślusarzem w zakładach „Jawa” w Moskwie. Od 1927 do 1930 uczył się na fakultecie robotniczym Uniwersytetu Moskiewskiego im. Łomonosowa, następnie od 1933 do 1935 w Komunistycznej Szkole Wyższej przy Moskiewskim Komitecie Miejskim WKP(b). 
Od 1928 był członkiem WKP(b). Od 1931 był zatrudniony w aparacie partyjnym, a od 1937 w zakładach lotniczych nr 1. 
Od 1941 był dyrektorem zakładów lotniczych nr 31, a od 1942 do 1952 dyrektorem Gorkowskich Zakładów Lotniczych im. S. Ordżonikidzego. Kierował produkcją myśliwców Ła-5, Ła-7, Ła-9.

## Odznaczenia
- Order Lenina
- Order Kutuzowa I klasy
- Order Czerwonej Gwiazdy
- Medal „Za obronę Moskwy”
- Medal „Za zwycięstwo nad Niemcami w Wielkiej Wojnie Ojczyźnianej 1941–1945”
- Medal „Za ofiarną pracę w Wielkiej Wojnie Ojczyźnianej 1941–1945”